# Anne Schwegmann-Fielding

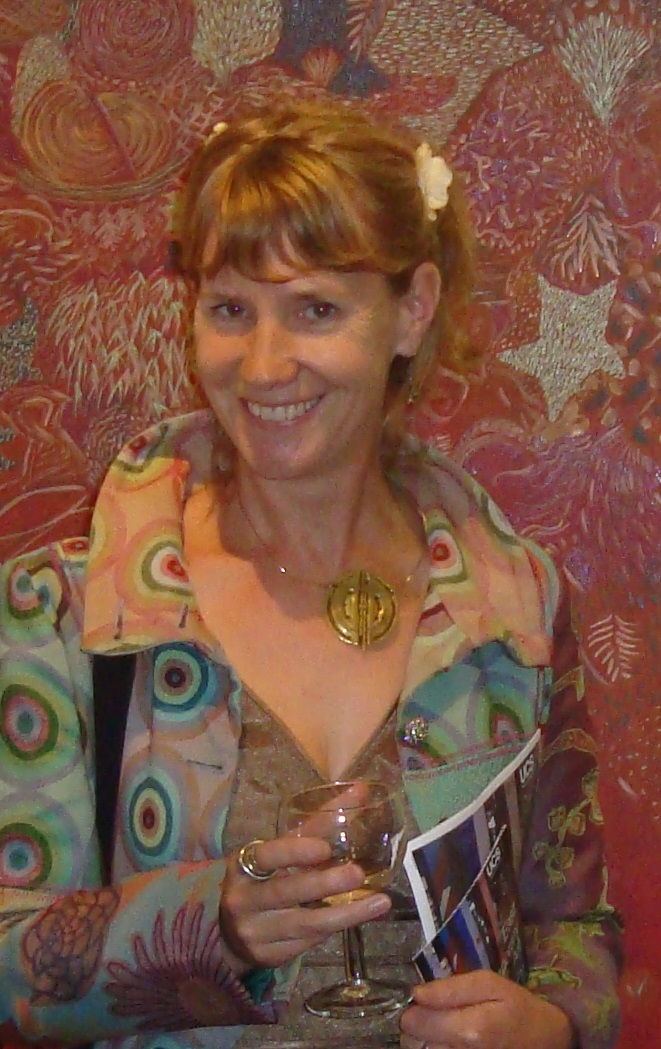
Anne Schwegmann-Fielding

Anne Schwegmann-Fielding (* 1967 in Colchester, Essex) ist eine englische Bildhauerin und Mosaikkünstlerin, deren Werke der Kunstrichtung Pop Art einzuordnen sind. Seit den frühen 1990er Jahren kreiert sie Kunstwerke aus recycelten Materialien.

## Leben
Anne Schwegmann-Fielding studierte Kunst an der Universität in Wolverhampton. 1993 richtete sie in Colchester (Essex) ihr Atelier ein. Die Britin hat sich auf die Umwandlung von alten in neuen Dingen mit einer Vielzahl von Recycling-Materialien spezialisiert. Dies spiegelt sich in der Verwandlung von Objekten wie alten Werkzeugen, Geräten und Fahrzeugen in Skulpturen wider, indem zerbrochenes Geschirr, zerbrochenes Glas und Juwelen auf ihre Oberflächen aufgebracht werden. Ein Großteil ihrer Werke werden als Kunst im öffentlichen Raum präsentiert.
2008 erhielt Schwegmann-Fielding ein „Internationales Forschungsstipendium für zeitgenössische Kunsthandwerk“ und reiste nach Indien, wo sie Nek Chand im Rock Garden von Chandigarh in Indien traf und dort mit ihm arbeitete. Chand übte großen Einfluss auf die künftigen Arbeiten von Schwegmann-Fielding aus. Des Weiteren arbeitete sie bisher unter anderem für die Fernsehsender Channel 4 und BBC Television, der White Box in New York sowie den Londoner Zoo und den Colchester Zoo. In Deutschland beteiligte sie sich an dem Kunstsymposium in Kleinbreitenbach (1999, 2006, 2012, 2014) und der „Aktion Vorsicht Kunst“ in Meiningen (2011).
Ihre Kunstobjekte sind unter anderem zu sehen in mehreren Schulen, Krankenhäusern und Parks in Essex in Form von Wandmosaiken und Sitzbänken, im Meininger Schloss Elisabethenburg (sporadisch), im Museum von Braintree, im „Kent Geschichts- und Bibliothekszentrum“ in Maidstone, im Symington Building in Market Harborough, am Writtle University College in Chelmsford und im „Arts Reverie“ in Gujarat in Indien.
Anne Schwegmann-Fielding ist Mitglied der BAMM (The British Association for Modern Mosaic), der britischen Vereinigung für modernes Mosaik.

## Werke
Anne Schwegmann-Fielding schuf in Großbritannien, dem europäischen Ausland und in Indien zahlreiche verschiedenartigste Kunstobjekte zumeist in der Gattung Mosaik der bildenden Kunst. Hier eine Auswahl:
- Mosaik „Gift of Life“, Colchester Hospital.
- Skulptur „Darling Daysy“, Gardens of Easton Lodge bei Bishop’s Stortford (2004).
- Mosaik „Balkerne Star“ in Colchester (2006).
- Skulptur „Engel Kuh“ in Kleinbreitenbach (2006).
- Skulpturen im „The Rock Garden of Chandigarh“ in Indien (2008).
- PKW Trabant „Angel of the East“, auch „ReinCARnated“ genannt im Schlosshof Elisabethenburg in Meiningen (2011).
- Skulpturen „Swedish Maidens“, sieben Korsetts für das Symington Building in Market Harborough (2015).
- Acht Kunst-Mosaike in der Holly Trees School in Brentwood.

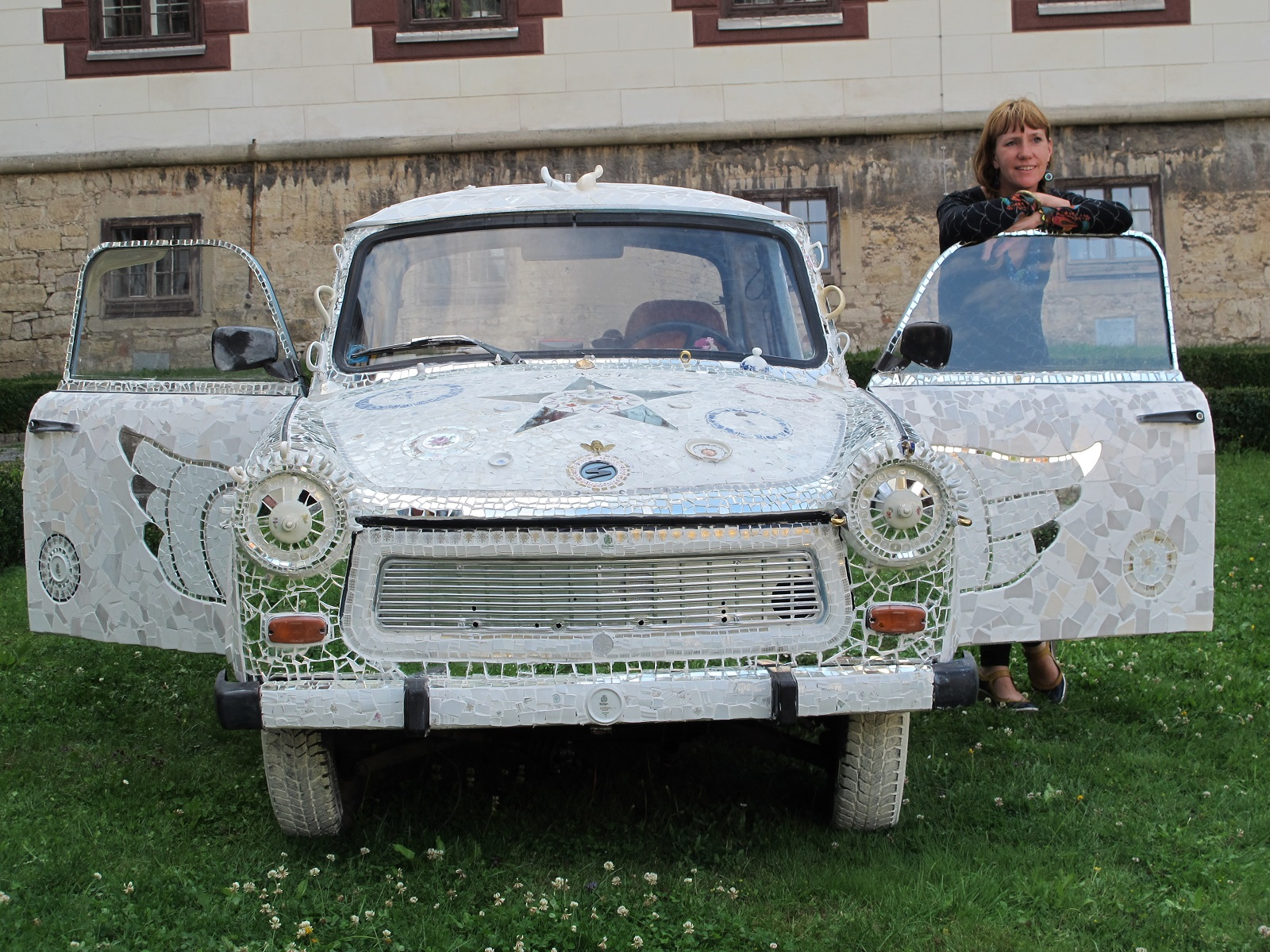
Schwegmann-Fielding mit Angel of the East
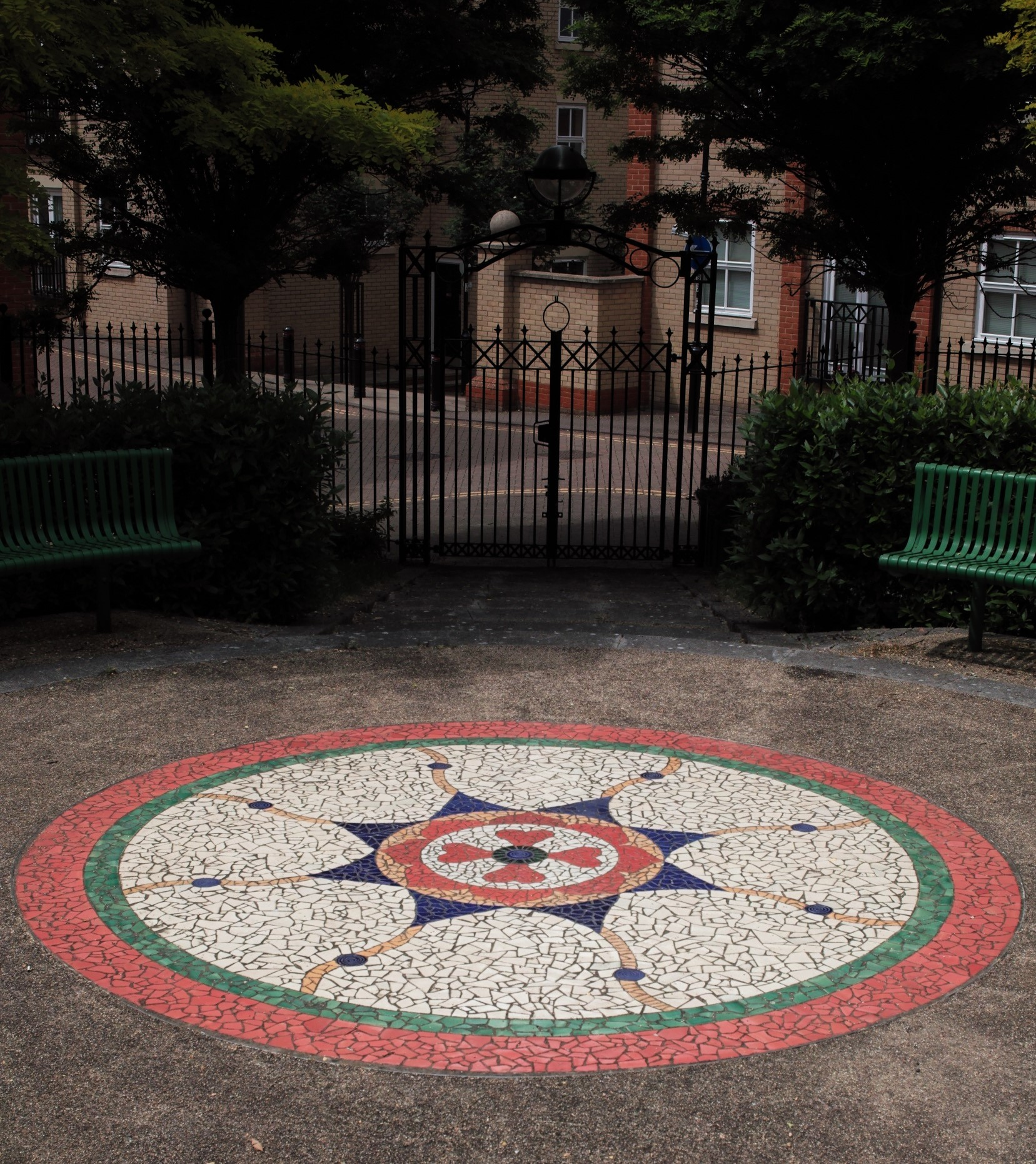
Balkerne Star
Darling Daisy
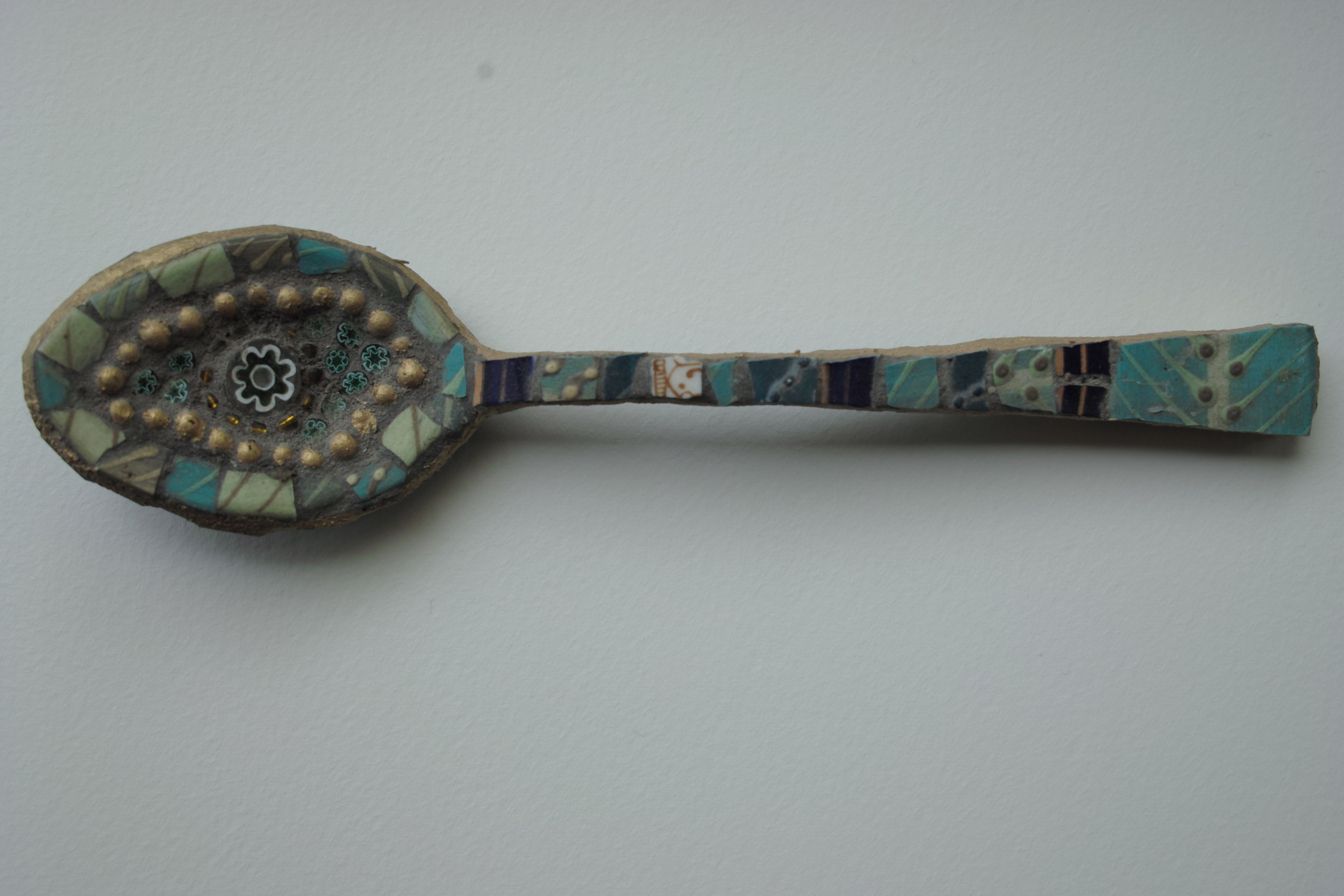
Spoon (Löffel)
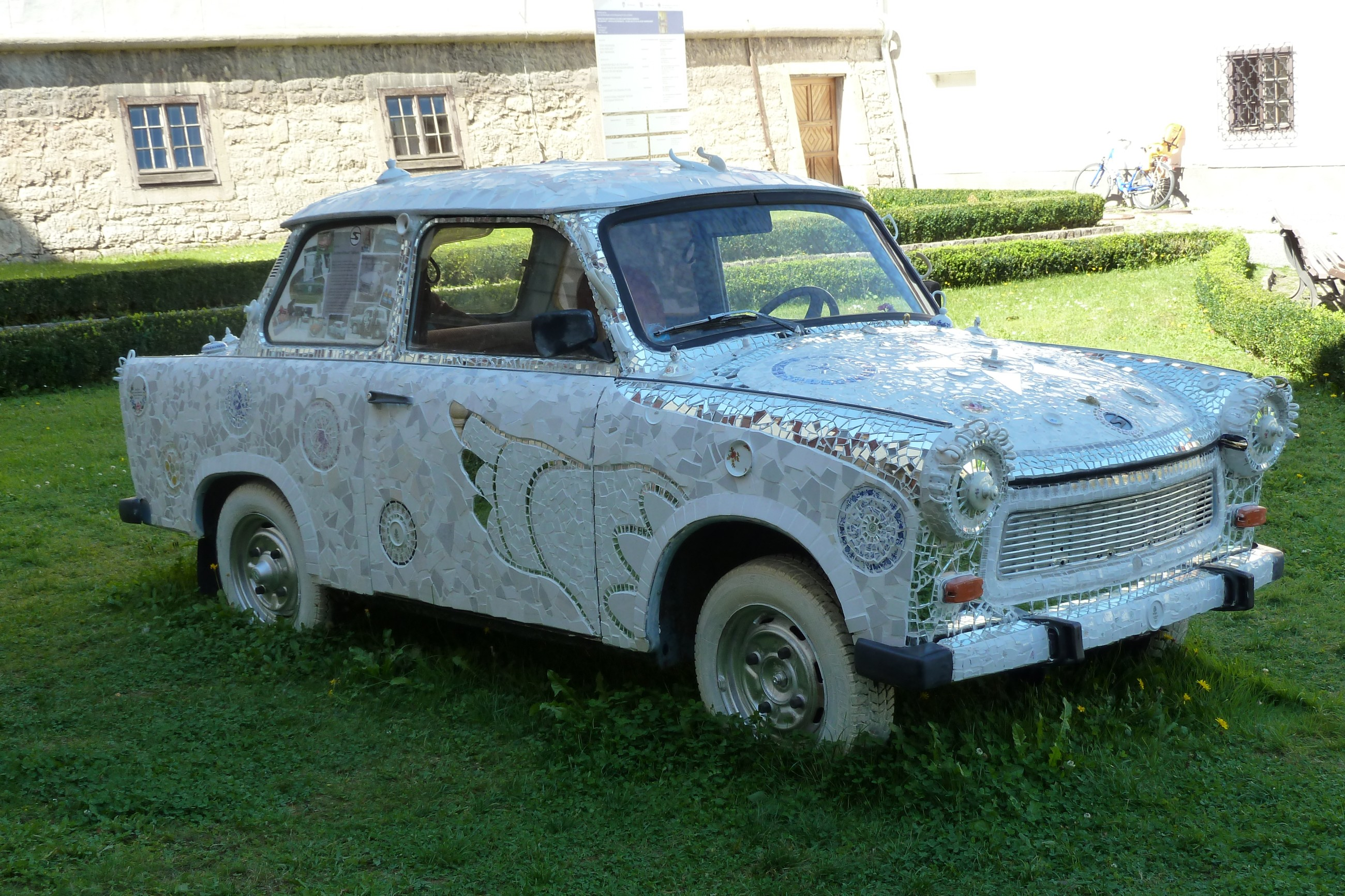
Angel of the East (ReinCARnated)

## Auszeichnungen
- 2005: Leverhulme Trust Award
- 2008: Internationales Forschungsstipendium für das zeitgenössische Kunsthandwerk